# Rafael Conte
Rafael Conte Oroz (Zaragoza, 1935 - Madrid, 22 de mayo de 2009) fue un crítico literario, periodista y escritor español.

## Biografía
Nacido en Zaragoza, vivió en Pamplona entre 1939 y 1959, de los cuatro a los veinticuatro años. Su padre tenía un negocio de comercio en Pamplona, ciudad natal de su madre, y estudió en el Colegio de los Escolapios de esta ciudad. Se licenció en Derecho en el Estudio General de Navarra, núcleo inicial de la futura Universidad de Navarra. Fue redactor jefe de la revista falangista Leyre, una publicación universitaria editada en Pamplona en 1958 por la Jefatura provincial del SEU de Navarra; allí, según el escritor y crítico literario Víctor Moreno, ya ejercía de crítico, por ejemplo del Ulises de James Joyce, aunque Conte procuró distanciarse de esos orígenes escribiendo en sus memorias que su vocación surgió de una sección fija que publicó en la revista El Crítico; intervino también, como secretario de redacción, y junto a su muy amigo Isaac Montero, en Acento Cultural, revista asociada al sindicato de estudiantes del régimen, SEU, propicia al realismo social. Cerrada esta publicación, pasó a la revista Aulas como director y luego al semanario SP. 
A finales de los años sesenta ejerció la crítica en suplemento cultural, dirigido por Pablo Corbalán, del diario Informaciones de Madrid, transformándose en uno de los más prestigiosos, envidiados y temidos críticos literarios del país; luego fue corresponsal del periódico (1975-1977) en París, donde se enamoró de la cultura francesa y de Jacqueline, su futura esposa, con la que posteriormente colaboró traduciendo diversos títulos del francés. A finales de los años 70 pasó a la redacción del diario madrileño El País, formando parte de su consejo editorial, de las páginas de Opinión y de la sección de Cultura, además de ser redactor jefe y subdirector de esas secciones y crítico literario siempre. Durante una época ejerció el oficio en la efímera empresa de El Sol y en ABC, volviendo nuevamente al periódico El País, donde publicó tanto en la sección de "Opinión" como en el suplemento literario Babelia. También colaboró en otras publicaciones, como Cuadernos para el Diálogo, El Extramundi y los papeles de Iria Flavia (revista de la que fue director adjunto, nombrado por Camilo José Cela) y Cuenta y Razón. Hubo un gran movimiento, presuntamente popular, para impulsar su candidatura a la Real Academia Española, que no logró su propósito. Entre 1991 y 1999 fue presidente de la Asociación Española de Críticos Literarios. Durante toda su vida padeció de sordera, que acompañaba de un gran volumen de voz.
Su obra literaria fue exigua. Compuso las antologías Ramón del Valle-inclán (1966) y Narraciones de la España desterrada (1970), y ensayos como Lenguaje y violencia: Introducción a la nueva novela hispanoamericana (1972); 16 escritores de Hispanoamerica (1977), Robinson o la imitación del libro (1985, reimpreso en 2000); Una cultura portátil (1990), El autor y su obra: Mario Vargas Llosa (1990), Yo, Sade (Barcelona: Planeta, 1990) y sus memorias literarias, escritas bajo el título El pasado imperfecto (1998). Prologó la traducción al castellano del libro La vida instrucciones de uso de Georges Perec, e impulsó la publicación de las Obras completas de Ramón Gómez de la Serna en Círculo de Lectores.

## Obras

### Creación
- El escorpión y la luna (1987)

### Antologías
- Ramón del Valle-Inclán (1966)
- Narraciones de la España desterrada (1970)

### Ensayo
- Lenguaje y violencia: Introducción a la nueva novela hispanoamericana (1972)
- 16 escritores de Hispanoamérica (1977).
- Robinson o la imitación del libro (1985, reimpreso en 2000)
- Una Cultura portátil (1990)
- El autor y su obra: Mario Vargas Llosa (1990)
- Yo, Sade (Barcelona: Planeta, 1990)

### Memorias
- El pasado imperfecto (1998).